# Битва під Рівним
Битва під Рівним — це битва під час Другої світової війни між залишками сил Німеччини XIII армійським корпусом і Червоної Армії в місті Рівне 2 лютого 1944 року під час Рівненсько-Луцької операції.
Група армій «Південь» доручила XIII Корпусу встановити нові оборонні позиції на лінії Здолбунів — Устя — Рівне — Золотіїв, щоб закрити відкритий лівий фланг групи армій та затримати просування радянської Червоної Армії..
Радянський наступ був частиною Корсунь–Шевченківської операції. Радянські 13-та та 60-та армії перейшли через прогалини в оборонній лінії,, оточивши кілька військових угрупувань Німеччини в межах міста. Інші війська Німеччини капітулювали 5 лютого 1944 року.